# Wienhausen
Wienhausen é um município da Alemanha localizado no distrito de Celle, estado de Baixa Saxônia.
É membro e sede do Samtgemeinde de Flotwedel.